# Byron Black
Byron Hamish Black (* 6. Oktober 1969 in Salisbury, Rhodesien) ist ein ehemaliger simbabwischer Tennisspieler. Mit 2 Einzel- und 22 Doppeltiteln gehört er zu den erfolgreichsten afrikanischen Tennisspielern. 1994 führte er nach seinem einzigen Grand-Slam-Titel bei den French Open die Doppel-Weltrangliste an.

## Karriere
Byron Black lernte das Tennisspielen von seinem Vater, der selbst Tennisspieler war und auf der eigenen Farm Tennisplätze anlegen ließ. Im Alter von 13 Jahren reiste er allein nach Florida, um am Orange Bowl teilzunehmen; einer seiner Gegner war der 12-jährige Andre Agassi. Nachdem er im Alter von 15 Jahren in Abidjan afrikanischer Jugendmeister geworden war, erhielt er ein Stipendium an der Tennis Academy von John Newcombe in Texas. Später spielte er am College und an der University of Southern California Tennis. In dieser Zeit gewann er unter anderem den Titel bei den Afrikaspielen 1987.
Black bestritt 1991 sein erstes Einzelturnier auf der ATP Tour. Bei den US Open war er bereits zwei Jahre früher mit Eric Amend zum ersten Mal im Doppel angetreten und erreichte die zweite Runde. Beim Challenger in Winnetka holte er 1991 sowohl im Einzel als auch im Doppel seine ersten Titel auf ATP-Ebene. Auf Madeira folgte ein weiterer Einzeltitel, im Doppel auf den Azoren. In der Doppelkonkurrenz von Hongkong erreichte er 1992 erstmals ein Finale auf der ATP Tour; Byron Talbot und er unterlagen Brad Gilbert und Jim Grabb in zwei Sätzen. Im selben Jahr folgte der Doppeltitel beim Challenger in Turin. Im Doppel zog er erstmals in die Top 100 ein.
Bei ersten Turnier der Saison 1993 in Wellington gelang ihm wieder das Double im Einzel und im Doppel. In Durban gewann er mit Lan Bale den ersten Doppeltitel auf der ATP Tour. Es folgten fünf weitere Doppeltitel, unter anderem beim Masters-Turnier in Paris. In der ersten Jahreshälfte kam Black selten über die zweite Runde eines Einzelturniers hinaus, während es im Doppel besser lief. So gelang ihm an der Seite von Jonathan Stark der Finaleinzug bei den Australian Open, wo sie sich den Niederländern Jacco Eltingh und Paul Haarhuis geschlagen geben mussten. In der Folge übernahm er die erste Weltranglistenposition im Doppel. Außerdem erreichte er mit Stark verschiedene Finals und einen Doppeltitel. Im Mai holten die beiden bei den French Open zum ersten Mal den Turniersieg bei einem Grand-Slam-Turnier. Im Juli erreichte er das Halbfinale von drei Einzelturnieren, Newport, Newcastle und Washington, die ihn auch in der Einzelrangliste in die Top 100 führten. Im Doppel folgten nach den French Open der Turniergewinn bei den Kanada Masters sowie drei Finalteilnahmen.
Im Jahr 1995 sicherte er sich den Einzeltitel beim Challenger in Mumbai. Beim selben Turnier konnte er zum ersten Mal auch mit seinem Bruder Wayne Black einen Doppeltitel für sich entscheiden. In diesem Jahr gewann er zwei weitere Titel bei vier weiteren Finalteilnahmen. Nachdem er 1996 bereits in Adelaide und in Neu-Delhi die Einzelfinalpartien erreicht hatte, holte Black in Seoul gegen Martin Damm seinen ersten Einzeltitel auf der ATP Tour. Im Doppel holte er vier Titel und erreichte drei Finals, in denen er und sein Partner gegen die jeweiligen Gegner verloren, unter anderem zum ersten und einzigen Mal in Wimbledon. Bei den Olympischen Sommerspielen 1996 gehörten er und sein Bruder zum erweiterten Favoritenkreis des Herrendoppels; sie schieden jedoch in der zweiten Runde gegen Marc-Kevin Goellner und David Prinosil aus. 1996 stieg er im Einzel bis zu seinem Karrierehoch von Platz 22. In den Jahren 1997 und 1998 entschied er nur einen Titel in Hongkong für sich.
Im April 1999 gewann Black in Chennai seinen zweiten und letzten Einzeltitel auf der ATP Tour. Im Doppel holte er 1999 drei Titel in Los Angeles, Cincinnati und Stuttgart und spielte in zwei weiteren Finals. Seine letzten Doppeltitel sicherte er sich 2001, der vorletzte in Chennai und der letzte Gewinn war in Shanghai gemeinsam mit Thomas Shimada. Anfang des Jahres spielte er zudem sein letztes Finale bei den Australian Open, wo er an der Seite von David Prinosil gegen Jonas Björkman und Todd Woodbridge verlor.
Zwischen 1987 und 2002 trat Black in 31 Begegnungen für die simbabwische Davis-Cup-Mannschaft an. Er gewann 56 seiner 84 Matches. Mit 56 Gesamtsiegen und 39 Matchgewinnen im Einzel hat er die meisten Siege für seine Mannschaft erzielt. Mit seinem Bruder spielte er mit 15 Jahren am längsten für sein Land beim Davis Cup. Sie bildeten außerdem das erfolgreichste Doppel.
Black beendete Ende 2002 nach 2 Einzeltiteln und 22 Doppeltiteln seine Karriere.

## Persönliches
Byron Black wuchs als Kind von Donald Black, der in den 1950er Jahren unter anderem in Wimbledon antrat, und Velia Black auf einer Avocado-Farm auf. Seine Geschwister Wayne und Cara waren ebenfalls Tennisprofis.
Er studierte in der Abschlussklasse von '91 an der University of Southern California, wo er den USC Trojans angehörte und sowohl im Einzel als auch im Doppel als All-American ausgezeichnet wurde. Im Jahr 2015 wurde er in die Hall of Fame der USC aufgenommen.
Heute lebt er mit seiner Frau Fiona, mit der er mindestens eine Tochter und zwei Söhne hat, in Zimbabwe und baut Süße Granadilla an.

## Erfolge
| Legende (Anzahl der Siege)                                 |
| Grand Slam (1)                                             |
| Tennis Masters Cup                                         |
| Championship Series, Single Week Mercedes-Benz Super 9 (5) |
| ATP Championship Series ATP International Series Gold (3)  |
| ATP World Series ATP International Series (15)             |
| ATP Challenger Tour (9)                                    |

| Titel nach Belag |
| Hartplatz (16)   |
| Sand (4)         |
| Rasen (1)        |
| Teppich (3)      |

### Einzel

#### Turniersiege

##### ATP Tour
| Nr. | Datum          | Turnier | Belag     | Finalgegner      | Ergebnis      |
| --- | -------------- | ------- | --------- | ---------------- | ------------- |
| 1.  | 29. April 1996 | Seoul   | Hartplatz | Martin Damm      | 7:63, 6:3     |
| 2.  | 12. April 1999 | Chennai | Hartplatz | Rainer Schüttler | 6:4, 1:6, 6:3 |

##### Challenger Tour
| Nr. | Datum              | Turnier    | Belag     | Finalgegner     | Ergebnis      |
| --- | ------------------ | ---------- | --------- | --------------- | ------------- |
| 1.  | 4. August 1991     | Winnetka   | Hartplatz | Todd Martin     | 6:4, 4:6, 6:2 |
| 2.  | 22. September 1991 | Madeira    | Hartplatz | Nicolás Pereira | 6:3, 6:4      |
| 3.  | 10. Januar 1993    | Wellington | Hartplatz | Tommy Ho        | 6:4, 4:6, 6:1 |
| 4.  | 7. Mai 1995        | Mumbai     | Hartplatz | Leander Paes    | 6:3, 6:4      |

#### Finalteilnahmen
| Nr. | Datum             | Turnier        | Belag         | Finalgegner        | Ergebnis      |
| --- | ----------------- | -------------- | ------------- | ------------------ | ------------- |
| 1.  | 7. Januar 1996    | Adelaide       | Hartplatz     | Jewgeni Kafelnikow | 6:7, 6:3, 1:6 |
| 2.  | 14. April 1996    | Neu-Delhi      | Hartplatz     | Thomas Enqvist     | 2:6, 6:73     |
| 3.  | 12. April 1998    | Hongkong       | Hartplatz     | Kenneth Carlsen    | 2:6, 0:6      |
| 4.  | 19. April 1998    | Tokio          | Hartplatz     | Andrei Pavel       | 3:6, 4:6      |
| 5.  | 21. Juni 1998     | Nottingham (1) | Rasen         | Jonas Björkman     | 3:6, 2:6      |
| 6.  | 14. November 1999 | Moskau         | Teppich (i)   | Jewgeni Kafelnikow | 6:72, 4:6     |
| 7.  | 20. Februar 2000  | Memphis        | Hartplatz (i) | Magnus Larsson     | 2:6, 6:1, 3:6 |
| 8.  | 25. Juni 2000     | Nottingham (2) | Rasen         | Sébastien Grosjean | 6:77, 3:6     |

### Doppel

#### Turniersiege

##### ATP Tour
| Nr. | Datum              | Turnier          | Belag         | Partner        | Finalgegner                         | Ergebnis        |
| --- | ------------------ | ---------------- | ------------- | -------------- | ----------------------------------- | --------------- |
| 1.  | 5. April 1993      | Durban           | Hartplatz     | Lan Bale       | Johan de Beer Marcos Ondruska       | 7:6, 6:2        |
| 2.  | 26. Juli 1993      | Washington, D.C. | Hartplatz     | Rick Leach     | Grant Connell Patrick Galbraith     | 6:4, 7:5        |
| 3.  | 4. Oktober 1993    | Basel            | Hartplatz (i) | Jonathan Stark | Brad Pearce Dave Randall            | 3:6, 7:5, 6:3   |
| 4.  | 11. Oktober 1993   | Toulouse         | Hartplatz (i) | Jonathan Stark | David Prinosil Udo Riglewski        | 7:5, 7:6        |
| 5.  | 25. Oktober 1993   | Wien             | Teppich (i)   | Jonathan Stark | Mike Bauer David Prinosil           | 6:3, 7:6        |
| 6.  | 8. November 1993   | Paris            | Teppich (i)   | Jonathan Stark | Tom Nijssen Cyril Suk               | 4:6, 7:5, 6:2   |
| 7.  | 14. Februar 1994   | Memphis          | Hartplatz (i) | Jonathan Stark | Jim Grabb Jared Palmer              | 7:6, 6:4        |
| 8.  | 6. Juni 1994       | French Open      | Sand          | Jonathan Stark | Jan Apell Jonas Björkman            | 6:4, 7:6        |
| 9.  | 1. August 1994     | Toronto          | Hartplatz     | Jonathan Stark | Patrick McEnroe Jared Palmer        | 6:4, 6:4        |
| 10. | 29. Mai 1995       | Bologna          | Sand          | Jonathan Stark | Libor Pimek Vincent Spadea          | 7:5, 6:3        |
| 11. | 13. November 1995  | Moskau           | Teppich (i)   | Jared Palmer   | Tommy Ho Brett Steven               | 6:4, 3:6, 6:3   |
| 12. | 19. Februar 1996   | Dubai            | Hartplatz     | Grant Connell  | Karel Nováček Jiří Novák            | 6:0, 6:1        |
| 13. | 20. Mai 1996       | Rom              | Sand          | Jonathan Stark | Libor Pimek Byron Talbot            | 6:2, 6:3        |
| 14. | 24. Juni 1996      | Halle            | Rasen         | Grant Connell  | Jewgeni Kafelnikow Daniel Vacek     | 6:1, 7:5        |
| 15. | 19. August 1996    | New Haven        | Hartplatz     | Grant Connell  | Jonas Björkman Nicklas Kulti        | 6:4, 6:4        |
| 16. | 13. April 1998     | Hongkong         | Hartplatz     | Alex O’Brien   | Neville Godwin Tuomas Ketola        | 7:5, 6:1        |
| 17. | 2. August 1999     | Los Angeles      | Hartplatz     | Wayne Ferreira | Goran Ivanišević Brian MacPhie      | 6:2, 7:64       |
| 18. | 16. August 1999    | Cincinnati       | Hartplatz     | Jonas Björkman | Todd Woodbridge Mark Woodforde      | 6:3, 7:66       |
| 19. | 1. November 1999   | Stuttgart        | Hartplatz (i) | Jonas Björkman | David Adams John-Laffnie de Jager   | 6:76, 7:62, 6:0 |
| 20. | 28. Februar 2000   | Mexiko-Stadt     | Sand          | Donald Johnson | Gastón Etlis Martín Rodríguez       | 6:3, 7:5        |
| 21. | 8. Januar 2001     | Chennai          | Hartplatz     | Wayne Black    | Barry Cowan Mosé Navarra            | 6:3, 6:4        |
| 22. | 24. September 2001 | Shanghai         | Hartplatz     | Thomas Shimada | John-Laffnie de Jager Robbie Koenig | 6:2, 3:6, 7:5   |

##### Challenger Tour
| Nr. | Datum              | Turnier    | Belag     | Partner               | Finalgegner                  | Ergebnis      |
| --- | ------------------ | ---------- | --------- | --------------------- | ---------------------------- | ------------- |
| 1.  | 4. August 1991     | Winnetka   | Hartplatz | Scott Melville        | Keith Evans Dave Randall     | 6:4, 4:6, 6:2 |
| 2.  | 15. September 1991 | Azoren     | Hartplatz | T. J. Middleton       | Henrik Holm Peter Nyborg     | 6:3, 4:6, 7:6 |
| 3.  | 7. Juni 1992       | Turin      | Sand      | John-Laffnie de Jager | T. J. Middleton Ted Scherman | 6:4, 6:2      |
| 4.  | 10. Januar 1993    | Wellington | Hartplatz | Paul Annacone         | Mark Knowles Roger Smith     | 6:2, 7:6      |
| 5.  | 7. Mai 1995        | Mumbai     | Hartplatz | Wayne Black           | Neville Godwin David Nainkin | 6:2, 7:6      |

#### Finalteilnahmen
| Nr. | Datum            | Turnier             | Belag         | Partner          | Finalgegner                       | Ergebnis            |
| --- | ---------------- | ------------------- | ------------- | ---------------- | --------------------------------- | ------------------- |
| 1.  | 20. April 1992   | Hongkong            | Hartplatz     | Byron Talbot     | Brad Gilbert Jim Grabb            | 2:6, 1:6            |
| 2.  | 12. Juli 1993    | Newport             | Rasen         | Jim Pugh         | Javier Frana Christo van Rensburg | 6:4, 1:6, 6:7       |
| 3.  | 30. August 1993  | Schenectady         | Hartplatz     | Brett Steven     | Bernd Karbacher Andrei Olchowski  | 6:2, 6:7, 1:6       |
| 4.  | 10. Januar 1994  | Adelaide (1)        | Hartplatz     | David Adams      | Mark Kratzmann Andrew Kratzmann   | 4:6, 3:6            |
| 5.  | 31. Januar 1994  | Australian Open (1) | Hartplatz     | Jonathan Stark   | Jacco Eltingh Paul Haarhuis       | 7:63, 3:6, 4:6, 3:6 |
| 6.  | 7. Februar 1994  | San José            | Hartplatz (i) | Jonathan Stark   | Rick Leach Jared Palmer           | 6:4, 4:6, 4:6       |
| 7.  | 14. Februar 1994 | Indian Wells        | Hartplatz     | Jonathan Stark   | Grant Connell Patrick Galbraith   | 5:7, 3:6            |
| 8.  | 10. Oktober 1994 | Sydney              | Hartplatz (i) | Jonathan Stark   | Jacco Eltingh Paul Haarhuis       | 4:6, 6:7            |
| 9.  | 17. Oktober 1994 | Tokio               | Hartplatz     | Jonathan Stark   | Grant Connell Patrick Galbraith   | 3:6, 6:3, 4:6       |
| 10. | 7. November 1994 | Paris               | Teppich (i)   | Jonathan Stark   | Jacco Eltingh Paul Haarhuis       | 6:3, 6:7, 5:7       |
| 11. | 9. Januar 1995   | Adelaide (2)        | Hartplatz     | Grant Connell    | Jim Courier Patrick Rafter        | 6:7, 4:6            |
| 12. | 15. Mai 1995     | Hamburg             | Sand          | Andrei Olchowski | Wayne Ferreira Jewgeni Kafelnikow | 1:6, 6:7            |
| 13. | 4. März 1996     | Philadelphia        | Teppich (i)   | Grant Connell    | Todd Woodbridge Mark Woodforde    | 6:7, 2:6            |
| 14. | 15. April 1996   | New Delhi           | Hartplatz     | Sandon Stolle    | Jonas Björkman Nicklas Kulti      | 6:4, 4:6, 4:6       |
| 15. | 8. Juli 1996     | Wimbledon           | Rasen         | Grant Connell    | Todd Woodbridge Mark Woodforde    | 6:4, 1:6, 3:6, 2:6  |
| 16. | 19. Mai 1997     | Rom                 | Sand          | Alex O’Brien     | Mark Knowles Daniel Nestor        | 3:6, 6:4, 5:7       |
| 17. | 1. März 1999     | London              | Teppich (i)   | Wayne Ferreira   | Tim Henman Greg Rusedski          | 3:6, 6:76           |
| 18. | 9. August 1999   | Montreal            | Hartplatz     | Wayne Ferreira   | Jonas Björkman Patrick Rafter     | 6:7, 4:6            |
| 19. | 29. Januar 2001  | Australian Open (2) | Hartplatz     | David Prinosil   | Jonas Björkman Todd Woodbridge    | 1:6, 7:5, 4:6, 4:6  |